# Maria Stark
Maria Collins Carbonell-Stark è un personaggio dei fumetti creato da Bill Mantlo (testi) e George Tuska (disegni), pubblicato dalla Marvel Comics. La sua prima apparizione avviene in Iron Man (Vol. 1) n. 104 (novembre 1977).
Moglie di Howard Stark e madre adottiva di Tony Stark (Iron Man), nonostante il rapporto difficile tra quest'ultimo e il marito, Maria ha sempre amato Tony incondizionatamente e, per tanto, viene da lui ricordata con maggiore affetto.

## Biografia del personaggio
Nata a Southampton, New York, in una famiglia altolocata, Maria Carbonell diviene una filantropa ed una socialite che, in un'occasione, provoca le ire di Obadiah Stane venendo inseguita dai suoi uomini fino ad un casinò di Howard Stark, il quale rimane affascinato da lei e la salva dai suoi inseguitori; diversi anni dopo i due si sposano e hanno un figlio, Arno, tuttavia, date le complicazioni dovute al travaglio, Howard è costretto ad accettare un patto con degli alieni per permettere la sopravvivenza della moglie e del figlio che nasce malato a causa di un'interferenza genetica e viene in seguito nascosto in un ospedale così da impedire agli alieni di servirsene per i loro scopi mentre la coppia adotta un altro bambino, Tony, verso cui Maria nutre un immenso affetto a differenza del marito alcolista, che si dimostra spesso burbero ed emotivamente distaccato sia nei suoi confronti che in quelli della moglie verso la quale è peraltro infedele.
Alle idi di marzo Howard e Maria Stark muoiono in un incidente d'auto orchestrato dai rivali in affari dell'uomo, la Roxxon Oil Company.

## Altre versioni
Nell'universo Ultimate, Maria Cerra è una brillante scienziata nonché seconda moglie di Howard Stark vittima di un incidente genetico nel periodo della gravidanza che la porta a morire dando alla luce Tony sebbene venga poi rivelato che tali avvenimenti siano romanzati e facciano in realtà parte di un film TV sulla vita degli Stark.

## Altri media

### Animazione
Nel film d'animazione del 2007 L'invincibile Iron Man Maria Stark compare in un ruolo minore.

### Cinema
Nel franchise del Marvel Cinematic Universe, Maria Stark è stata menzionata ripetutamente in Iron Man (2008), Iron Man 2 (2010) e Captain America: The Winter Soldier (2014) per poi apparire direttamente, interpretata da Hope Davis, in Captain America: Civil War (2016) dove viene mostrato l'omicidio degli Stark, avvenuto il 16 dicembre 1991 per mano del Soldato d'Inverno.

### Televisione
- Maria Stark compare nella serie animata Iron Man.
- In un episodio di Iron Man: Armored Adventures Madame Masque, per manipolare Tony, assume le sembianze di sua madre.